# Xikers
Xikers (coreano: 싸이커스; estilizado en minúscula) es un grupo mixto de Corea del Sur formada por KQ Entertainment. El grupo consiste en diez miembros: Minjae, Junmin, Sumin, Jinsik, Hyunwoo, Junghoon, Seeun, Yujun, Hunter y Yechan. Este grupo debutó el 30 de marzo de 2023 con la obra extendida House of Tricky: Doorbell Ringing .

## Nombre
El nombre de Xikers viene de la combinación de la letra "X", que simboliza coordenadas, y la palabra "Hiker", que significa viajero. En conjunto, el nombre del grupo se refiere a "chicos que viajan a través del tiempo y el espacio en busca de coordenadas". 

## Historia

### Actividades de formación y predebut
A finales de 2018, Yechan compitió en el programa de telerrealidad Under Nineteen .  Sin embargo, se eliminó quedando en el puesto 15 en el episodio final. 
En agosto de 2022, KQ Entertainment publicó unas entrevistas de diez aprendices en su canal de YouTube: Junmin y Minjae el 15 de agosto,  Jinsik y Sumin el 16 de agosto, Junghoon y Hyunwoo el 17 de agosto, Hunter y Seeun el 18 de agosto, y por último, Yechan y Yujun el 19 de agosto.Eran conocidos como KQ Fellaz 2 antes de debutar.  El 20 de agosto, KQ Entertainment publicó un video en YouTube donde aparecían los diez miembros juntos por primera vez bailando la coreografía de " Iffy " de Chris Brown . El 23 de agosto, KQ Fellaz 2 estrenó su serie web predebut Ready to One, en donde sigue a los miembros mientras entrenan en Los Ángeles, California . 
En septiembre de 2022, para la final de Ready to One, el grupo lanzó el video musical de "Geek", una canción compuesta y producida por Minjae. El video rindió homenaje a "From", canción auto-compuesta  por los compañeros de agencia Ateez, y fue publicado en el canal de YouTube de KQ Entertainment el 17 de septiembre.  El primer reality show de KQ Fellaz 2, The Player: KPOP Quest, se estrenó ese mismo día.

### 2023-presente: Revelación del nombre del grupo y debut conHouse of Tricky: Doorbell Ringing
El 24 de febrero de 2023, KQ Entertainment reveló el nombre del grupo de KQ Fellaz 2 como Xikers y abrió las cuentas oficiales de redes sociales del grupo. 
En marzo de 2023, Xikers anunció que lanzaría su obra extendida debut, House of Tricky: Doorbell Ringing, el 30 de marzo.  El 15 de marzo, anunciaron que el grupo se presentaría el día antes de su debut en el SBS Prism Tower Auditorium, y que también se transmitiría en vivo en el canal de YouTube de KQ Entertainment.  El 30 de marzo, Xikers lanzó su obra extendida debut y sus dos sencillos principales "Tricky House" y "Rockstar".  El álbum alcanzó el cuarto puesto en la lista semanal de álbumes Circle y vendió 97.857 copias.  En la primera semana, el álbum vendió más de 100.000 copias, ocupando el quinto lugar en las ventas de la primera semana del álbum debut coreano de Hanteo Chart.  Además, el video musical del primer sencillo de Xikers, "Tricky House", acumuló más de 10 millones de visitas dentro de las 27 horas posteriores a su lanzamiento. 

## Miembros
Adaptado desde su perfil de Naver : 
- Minjae ( 민재 )
- Junmin ( 준민 )
- Sumin ( 수민 )
- Jinsik ( 진식 )
- Hyun Woo ( 현우 )
- Jung Hoon ( 정훈 )
- Seeun ( 세은 )
- Yujun ( 유준 )
- Hunter ( 헌터 )
- Yechan ( 예찬 )

## Discografía

### Jugadas extendidas
| Título                            | Detalles | Posiciones pico en el gráfico | Posiciones pico en el gráfico | Posiciones pico en el gráfico | Posiciones pico en el gráfico | Posiciones pico en el gráfico | Ventas                     |
| Título                            | Detalles | KOR                           | JPN                           | JPN                           | US                            | US World                      | Ventas                     |
| --------------------------------- | --- | ----------------------------- | ----------------------------- | ----------------------------- | ----------------------------- | ----------------------------- | -------------------------- |
| House of Tricky: Doorbell Ringing | - Lanzamiento: 30 de marzo de 2023 (KOR) - Empresa: KQ Entertainment - Formatos: CD, descarga digital, streaming Lista de canciones 1. "The Tricky's Secret" 2. "Doorbell Ringing" 3. "도깨비집 (Tricky House)" 4. "Dynamic" (淸亮(청량)) 5. "Rockstar" 6. "Xikey" 7. "Oh My Gosh" | 4                             | 6                             | 14                            | 75                            | 4                             | - KOR: 154.981 - JPN: 3259 |

Sencillos
| Título                    | Año  | Posiciones pico en el gráfico | Álbum                             |
| Título                    | Año  | KOR Down.                     | Álbum                             |
| ------------------------- | ---- | ----------------------------- | --------------------------------- |
| "Tricky House" (도깨비집) | 2023 | 113                           | House of Tricky: Doorbell Ringing |
| "Rockstar"                | 2023 | 158                           | House of Tricky: Doorbell Ringing |

## Videografía

### Videos musicales
| Título                                   | Año  | Director(es)                                   | Notas                             |
| ---------------------------------------- | ---- | ---------------------------------------------- | --------------------------------- |
| "Geek"                                   | 2022 | Desconocido/a                                  | Vídeos musicales previos al debut |
| "Canvas" (Sung by Minjae, Sumin, Yechan) | 2022 | Desconocido/a                                  | Vídeos musicales previos al debut |
| "Tricky House"                           | 2023 | Seong Wonmo (Digipedi)                         | Vídeos musicales debut            |
| "Rockstar"                               | 2023 | Seong Woo (Digipedi), Yasuhiro Arafune (EPOCH) | Vídeos musicales debut            |

## Filmografía

### Programa de televisión
| Año  | Título                 |
| ---- | ---------------------- |
| 2022 | The Player: KPOP Quest |
| 2023 | Let's go xikers        |

### Programa web
| Año  | Título       | Notas                                        |
| ---- | ------------ | -------------------------------------------- |
| 2022 | Ready to One | Entrenamiento previo al debut en Los Ángeles |
| 2023 | Tricky House |                                              |